# Kostel Povýšení svatého Kříže (Žižkov)
Kostel Povýšení svatého Kříže na Žižkově je bývalý barokní farní kostel, postavený v letech 1717 až 1719. Od počátku 20. století neslouží svému účelu. Po roce 1977 byl přeměněn na objekt sloužící kulturním účelům jako součást přilehlé výstavní síně Atrium. Nachází se v Čajkovského ulici v pražské čtvrti Žižkov.

## Historie

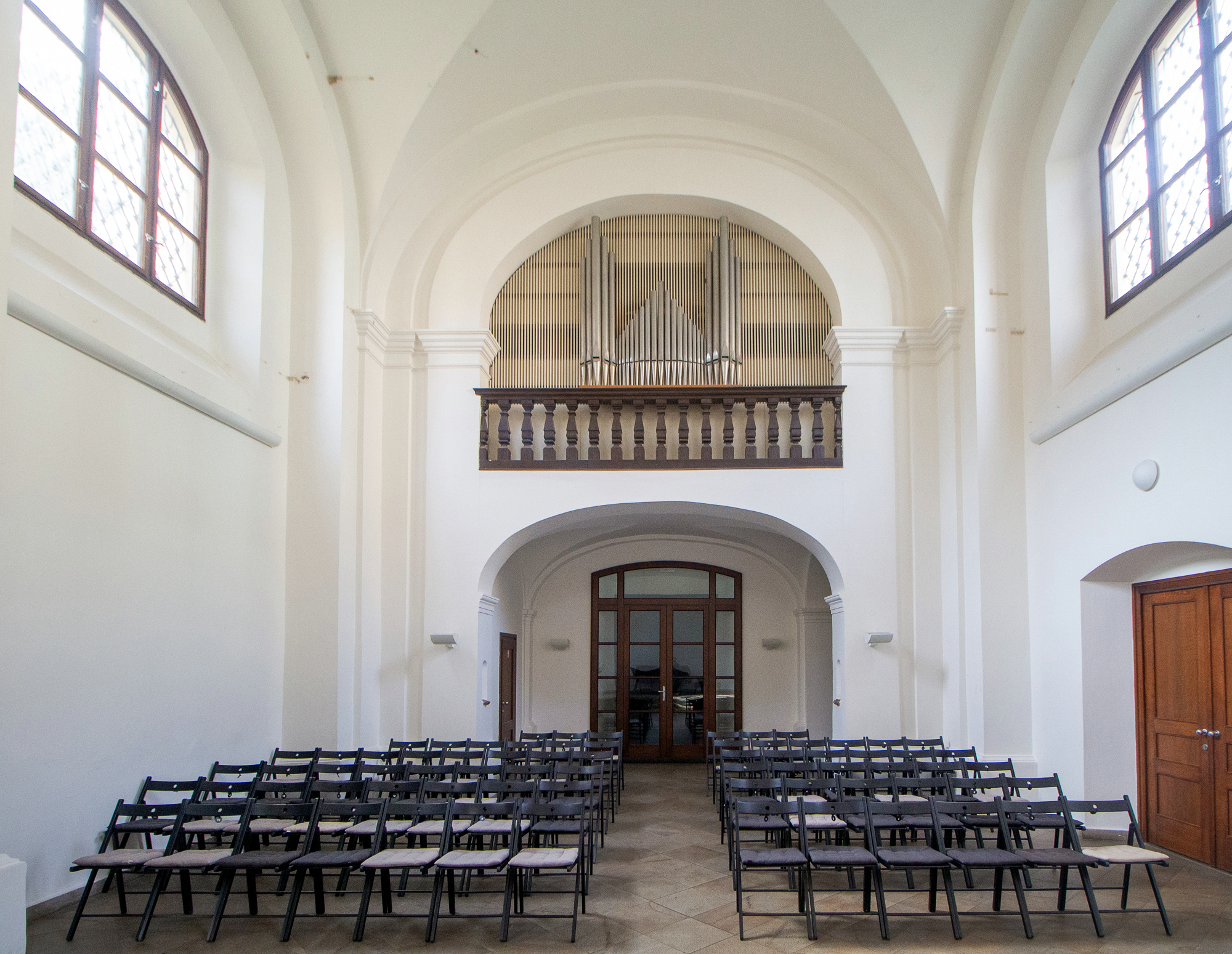
Interiér kostela

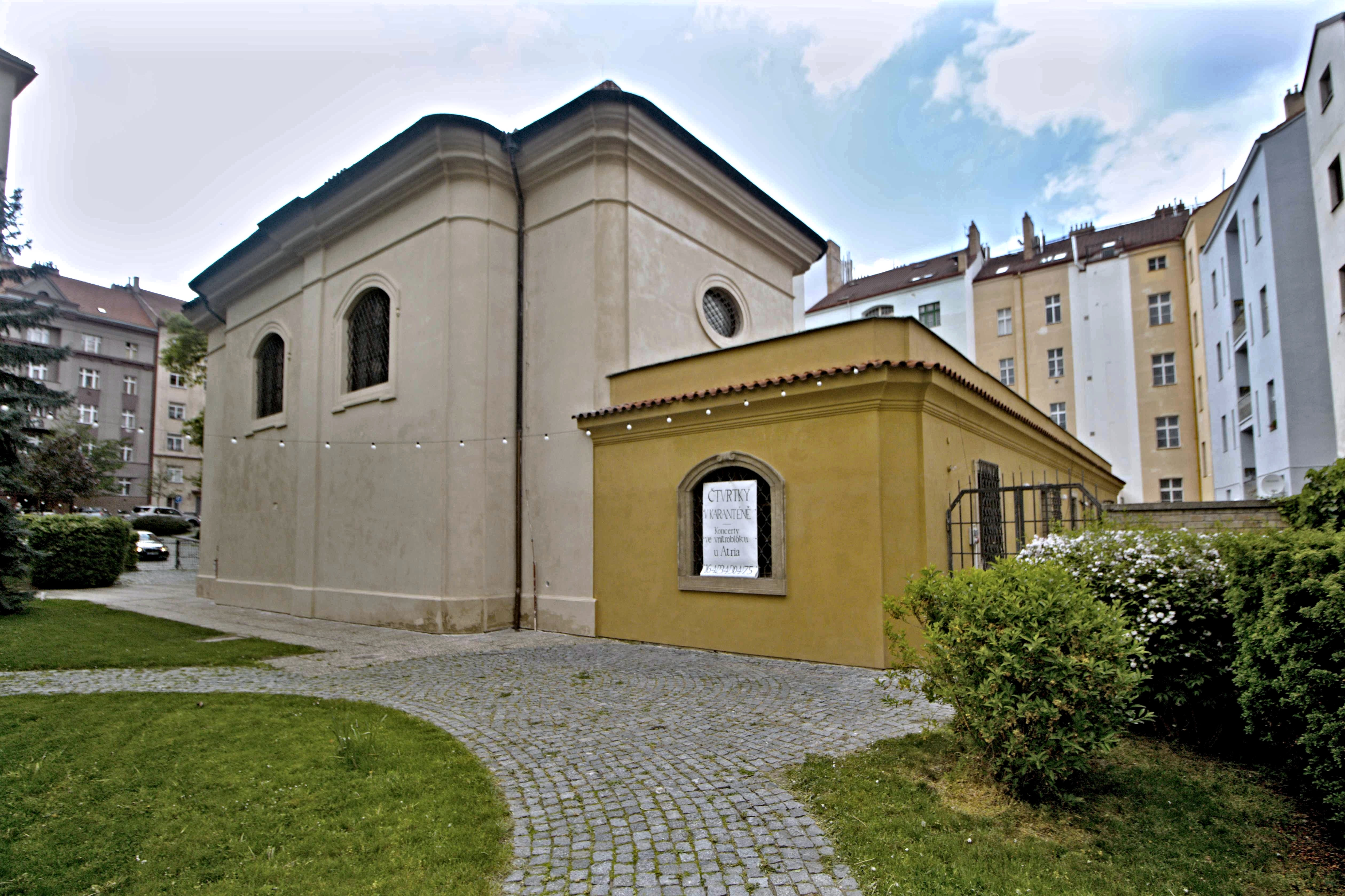
Zadní část kostela

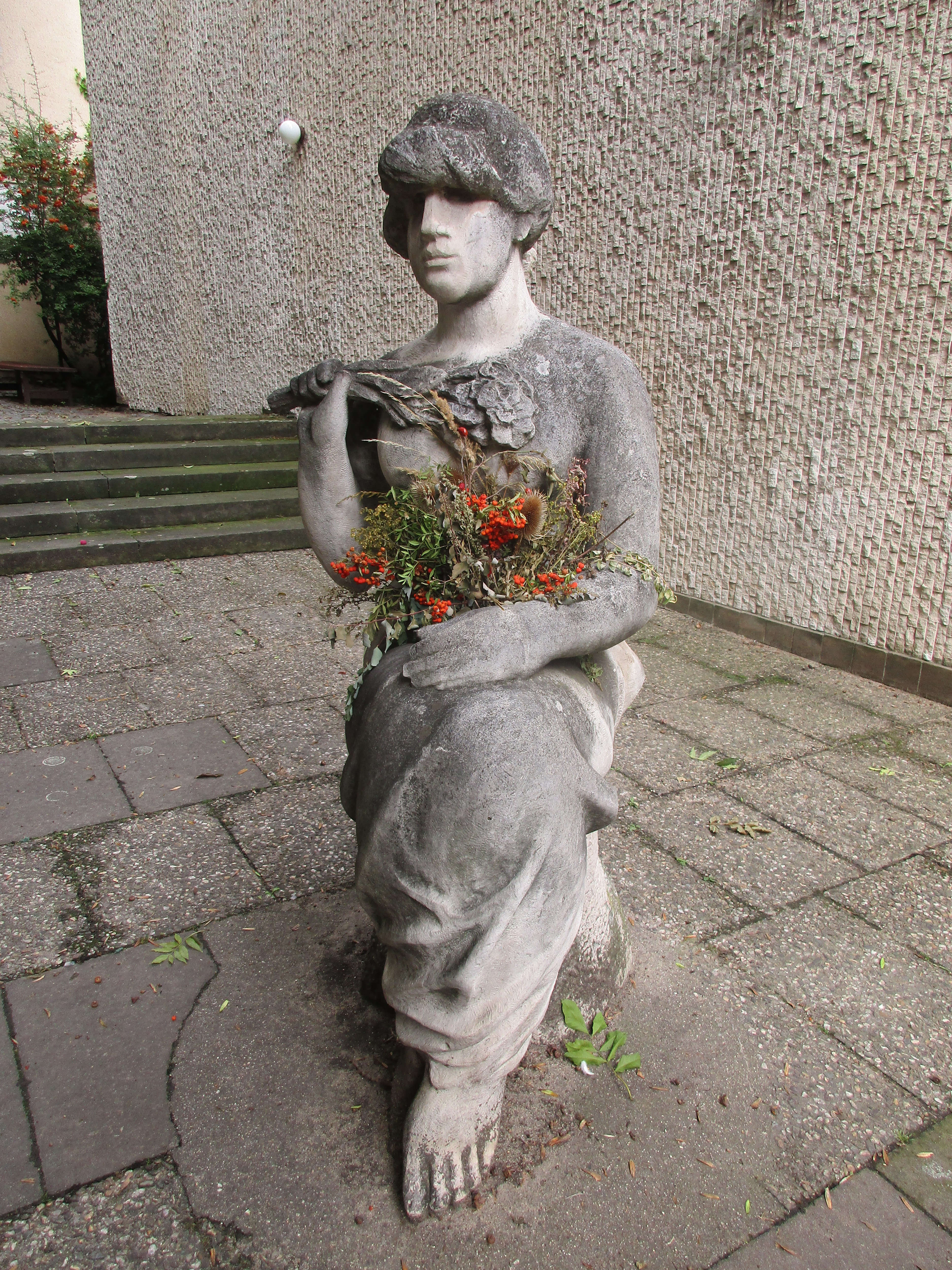
Jaroslav Bartoš: socha Poezie (1982)

Kostel je jednolodní sálová barokní stavba s pískovcovým portálem a tesaným latinským nápisem dedikace v tympanonu západního vchodu.
- Byl postaven za novoměstského primasa Jana Františka Crusia z Krausenberka na parcele, kterou město Praha zakoupilo od zemského prokurátora Štiky z Paseky, a jež původně patřila k Syraňovské vinici.[1] Stalo se tak po morové epidemii, jež zasáhla Prahu v letech 1713 až 1716. Kostel stál na místě staršího novoměstského morového hřbitova, který byl otevřen již roku 1680.
- Za francouzské okupace Prahy v letech 1741 až 1742 zde bylo do šachtových hrobů pohřbeno přibližně 6 až 7 tisíc těl zemřelých francouzských vojáků.
- Do roku 1782 při kostele žil poustevník řádu ivanitů, který měl funkci zvoníka a almužníka.[2]
- V roce 1784 se kostel stal prvním žižkovským farním kostelem a toho roku také přestal být používán hřbitov.
- Kostel přestal sloužit náboženským účelům v roce 1842. Po jeho zrušení byla farnost přenesena na kostel svatého Rocha na Olšanském náměstí.
- Během výstavby nájemních domů Žižkova byla plocha hřbitova zmenšena, část pozemků se stala dvorem a další byly zastavěny Břetislavovou (nyní Čajkovského) ulicí. Po roce 1906 byl kostel přeměněn na skladiště.
- V roce 1957 při stavebních pracích pro dvě novostavby v Čajkovského ulici bylo nalezeno velké množství kosterních pozůstatků z někdejšího hřbitova.
- V letech 1979–1982 se začalo s přestavbou kostela na kulturní středisko a s úpravou dvora na atrium. Příčná severojižní stěna oddělila atrium od dvorů ostatních domů. Nově vydlážděná piazzetta na západní straně byla doplněna lavičkou a pískovcovou sochou sedící dívky s květinou – Poezie od Jaroslava Bartoše.
- Od roku 1984 stavba funguje jako součást koncertní a výstavní síně Atrium s přístavbou technického zázemí.
- Po roce 1991 byla přístavba rozšířena o kavárnu a na vstupní piazettu umístěna drátěná souprava dvou křesel s pohovkou.
- V roce 2020 byla na střeše výstavní síně Atrium umístěna socha Davida Černého Miminko[3]